# Slanotrăn
Slanotrăn (bulgariska: Сланотрън) är ett distrikt i Bulgarien. Det är beläget i kommunen Obsjtina Vidin och regionen Vidin, i den nordvästra delen av landet, 150 km norr om huvudstaden Sofia.